# Trandafirul și coroana
Trandafirul și coroana este un film de televiziune din 1991 regizat de Domnița Munteanu după piesa de teatru omonimă (The Rose and Crown) din 1947 a lui J. B. Priestley care a fost tradusă de Maria Petrescu. În rolurile principale au interpretat George Constantin, Ileana Predescu și Leopoldina Bălănuță.

## Prezentare
Trandafirul și coroana este o cârciumă londoneză din nord-estul Londrei, într-un cartier sărăcăcios. Cinci clienți obișnuiți se confruntă într-o seară cu o cerere neobișnuită din partea unui străin, personificarea morții.

## Distribuție
- George Constantin - Necunoscutul, personificarea morții
- Ileana Predescu - Mătușa Peck
- Leopoldina Bălănuță - Bertha Reed (văduvă băutoare, doamna Reed)
- Florica Dinicu - Ivy Renale, proaspăt căsătorită cu Percy
- Adrian Pintea - Harry Tully
- Ștefan Sileanu - Edward Stone
- Dragoș Pâslaru - Percy Renale, proaspăt căsătorit
- Mihnea Dăneț - Fred Norton, patronul barului[4]